# Lamaní
Lamaní é uma cidade hondurenha do departamento de Comayagua.